# Ladenbergia lambertiana
Ladenbergia lambertiana là một loài thực vật có hoa trong họ Thiến thảo. Loài này được (A.Br. ex Mart.) Klotzsch mô tả khoa học đầu tiên năm 1846.